# Waldschlösschenbrücke
Il Waldschlösschenbrücke è un ponte ad arco stradale che attraversa il fiume Elba a Dresda.
Il ponte è stato costruito con lo scopo di porre rimedio alla congestione del traffico veicolare all'interno della città. La sua costruzione fu molto controversa, poiché la valle dell'Elba di Dresda era stata dichiarata Patrimonio dell'Umanità dall'UNESCO e l'UNESCO espresse forti preoccupazioni circa la costruzione della struttura, paventando l'intenzione di togliere il titolo di Patrimonio Mondiale se il ponte fosse stato realizzato. Come risultato, la Valle dell'Elba di Dresda prima nel 2006 è stata dichiarata "sito a rischio" e poi nel 2009 è stata eliminata dalla lista dei patrimoni mondiali, diventando il secondo sito nella storia dell'UNESCO ad essere eliminato dalla lista.